# Ojalá fuera cierto (novela)
Ojalá fuera cierto es la primera novela del escritor francés Marc Levy. Se publicó en 2000. En 2003, la edición de bolsillo alcanzó los 212.800 ejemplares vendidos en Francia. 
Ha sido traducida a numerosos idiomas, entre ellos el español.

## Sinopsis
Lauren es una médica internista en el Hospital San Francisco Memorial. Es una mujer activa y positiva, apasionada por su trabajo. Una mañana, en la que se prepara para una salida al campo, tiene un accidente con su automóvil, un Triumph, y da varias vueltas de campana. Algunas horas después el diagnóstico médico es terminante: muerte cerebral con constantes médicas estables.
Arthur es un arquitecto soltero, de unos treinta años. Su vida se cruzará con la de Lauren, no en el hospital en el que ésta espera la muerte, sino en su casa, sentada en un armario. El cuerpo de Lauren se ha separado de su espíritu y éste ha vuelto a su antiguo hogar. Sólo Arthur puede verla y escucharla.

## Comentarios
En la novela, el autor fabula acerca de la zona presuntamente confusa a nivel médico de lo que son los comas profundos. Algunas personas nunca salen de él; en cambio otras, tras muchos años, despiertan. El autor se plantea lo que puede suceder en las personas durante ese momento en el que no se está ni muerto ni vivo. El tema, aunque similar al planteado por Pedro Almodóvar en su película Hable con ella (2001), no se aborda como en aquel caso, desde el punto de vista de los próximos, sino desde el propio individuo en coma.
Podría decirse que el tema principal es la lucha por la vida y el amor, y la solidaridad.
Lauren le cuenta que está en coma y él decide ayudarla, dado que puede comunicarse con ella. Juntos empiezan una interesante investigación acerca de testimonios de gente que ha sufrido por ello, doctores que han tratado casos delicados..., pero ninguno ayuda a Arthur a dar con la solución.

## Película
Steven Spielberg compró por 2.000.000 $ los derechos de esta primera novela de Marc Levy, que fue llevada al cine por Mark Waters en 2005. La versión cinematográfica de Ojalá fuera cierto (Just Like Heaven) fue protagonizada por Mark Ruffalo y Reese Witherspoon.